# Аббероде
Аббероде (нем. Abberode) — община в Германии, в земле Саксония-Анхальт. 
Входит в состав района Мансфельд. Подчиняется управлению Виппер-Айне.  Население составляет 374 человека (на 31 декабря 2006 года). Занимает площадь 16,90 км². Община подразделяется на 3 сельских округа.
Впервые упоминается в 966 году. Среди достопримечательностей — колокольня средневековой церкви Святого Стефана. Недалеко от города — бывшие рудники, где с 1762 по 1855 добывались железная руда и золото. В окрестностях города пролегает множество туристских маршрутов.